# Manuel del Arco Álvarez
Manuel del Arco Álvarez (Zaragoza, 12 de enero de 1909-Barcelona, 25 de junio de 1971) fue un caricaturista y periodista español de gran prestigio nacional. Fue caracterizado por la realización de entrevistas atrevidas incluyendo una caricatura del entrevistado.

## Biografía
Originario de Aragón empezó a ser famoso por sus colaboraciones en el Heraldo de Aragón. En 1939 se trasladó a Barcelona, pasando por diferentes medios como el Diario de Barcelona y La Vanguardia.
Publicó diferentes libros, como El Personaje de bolsillo (1948) y Dalí al desnudo (1952). Autor de la monografía La caricatura en la prensa antes y después de la guerra, 1909-1971. Escribe también otros libros como Interviú de largo metraje, El personaje en el bolsillo, Cien interviús por las buenas o Los personajes son de carne y hueso.
Tras su fallecimiento la Editorial Destino creó los premios para reportajes Manuel del Arco en su honor y reconocimiento.
Dalí al desnudo (1952), reportaje que editó José Janés en Barcelona. Contiene una excelente foto de Dalí pintando a Groucho Marx y una caricatura muy bien lograda. El libro tenía una sobrecubierta con Dalí desnudo que fue censurada en la época de su edición. Hoy es excepcionalmente raro encontrarlo, salvo en la encuadernación tela editorial impresa, sin esa sobrecubierta.